# شرور (موزیکال)
شرور (به انگلیسی: Wicked) یک تئاتر موزیکال با موسیقی و ترانه‌سرایی استیون شوارتس است. این موزیکال بر اساس رمانی متعلق به سال ۱۹۹۵ به نام شرور: زندگی و زمانه ساحره شرور غرب است که خود نیز برگرفته از رمان جادوگر شهر از از فرانک بام و اقتباس سینمایی آن است. بازیگران برادوی آن ایدینا منزل در نقش الفابا و کریستن چنووس در نقش گلیندا هستند.